# Temanoku
Temanoku ist ein Ort im Osten des Nonouti-Atolls in den zum Inselstaat Kiribati gehörenden Gilbertinseln im Pazifischen Ozean mit einer Landfläche von 0,34 km². 2020 hatte der Ort 280 Einwohner.

## Geographie
Temanoku liegt im Osten von Nonouti zwischen Teuabu im Nordwesten und Rotuma im Südosten. Im Ort gibt es ein traditionelles Versammlungshaus (Temanoku Maneaba) sowie die Kirchen Temanoku Catholic Church und Kiribati Uniting Church.

## Klima
Das Klima ist tropisch heiß, wird jedoch von ständig wehenden Winden gemäßigt. Ebenso wie die anderen Orte des Nonouti-Atolls wird Temanoku gelegentlich von Zyklonen heimgesucht.